# Ciprusi Értéktőzsde
A Ciprusi Értéktőzsde vagy CSE (görögül: Χρηματιστήριο Αξιών Κύπρου vagy ΧΑΚ) egy európai értéktőzsde Nicosiában.

## Történelem
A CSE-t a ciprusi értékpapír- és tőzsdetörvény alapján hozták létre, amely intézkedik az értékpapírpiac fejlesztéséről Cipruson, valamint a ciprusi értéktőzsde létrehozásáról és működéséről. A törvényt a képviselőház 1993 áprilisában fogadta el. Az értéktőzsde 1996. március 29-én indult el. 2006-ban egy közös platformot indított az athéni értéktőzsdével. A tőzsde az Euro-Ázsiai Tőzsdék Szövetségének tagja.

## Változatossági stratégia
A tőzsde lehetővé teszi a magán- vagy állami vállalatok számára, hogy bejegyezhessék a kötvényeiket a Feltörekvő Vállalatok Piacán (Emerging Companies Market, ECM), és még lehetővé teszi az állami vállalatok számára hogy bejegyezhessék részvényeiket is az ECM-en. Mindkét esetben (részvények vagy kötvények tőzsdei bejegyzése esetén) a tőzsde megadja az ISIN azonosítókódot. Az árfolyamokat a Bloomberg és a Reuters terminálokon keresztül sugározza, mivel mindkettő hivatalos pénzügyi adatszolgáltató.

## Ellenőrzés
A CySEC felelős az összes CSE-műveletek, az elvégzett tranzakciók, a tőzsdén bejegyzett cégek, azoknak brókerei és brókercégei felügyeletéért és ellenőrzéséért.

## Fordítás
Ez a szócikk részben vagy egészben  a   Cyprus Stock Exchange című angol Wikipédia-szócikk ezen változatának fordításán alapul.  Az eredeti cikk szerkesztőit annak laptörténete sorolja fel. Ez a jelzés csupán a megfogalmazás eredetét és a szerzői jogokat jelzi, nem szolgál a cikkben szereplő információk forrásmegjelöléseként.